# Jean-Louis Tilleuil
Jean-Louis Tilleuil, né en 1956, est un professeur à l'UCLouvain et essayiste belge.

## Biographie
Jean-Louis Tilleuil naît en 1956. Il mène une thèse de doctorat autour de l'imaginaire féminin dans la bande dessinée franco-belge à l'UCLouvain.
Il est professeur au sein de la commission de programmes ROM (FIAL/UCLouvain). Ses enseignements et ses recherches portent sur l’étude sociocritique des productions littéraires et sur la sociopragmatique des messages qui associent texte et image fixe ou séquentielle : livres illustrés, albums pour enfants, bandes dessinées, publicités, etc.
En 2009, à l'occasion du 80e anniversaire de Tintin, personnage phare d'Hergé, il est l'organisateur d'un concours d'écriture Objectif Tintin, ouvert aux élèves du secondaire afin de développer l'esprit créatif des jeunes.
Depuis septembre 2011, Jean-Louis Tilleuil est chargé de cours à l’Université Charles-de-Gaulle ; il y enseigne l’histoire de l’illustration pour la jeunesse et l’analyse de la bande dessinée, dans le cadre du master en littérature de jeunesse (Lettres Modernes). À l’Académie des beaux-arts de Tournai, il est en charge dans l'enseignement supérieur artistique de cours généraux tels littérature, sémiologie de l’image, sémiologie des médias, destinés aux options de bande dessinée, de publicité, de communication visuelle et d’illustration. Il dirige le Groupe de Recherche sur l’Image et le Texte (GRIT). Avec Catherine Vanbraband (UCL) et Laurent Déom (Lille III-UCL), il est responsable de la collection « Texte-Image ».
Il co-dirige en 2016 Le Statut culturel de la bande dessinée : un ouvrage nommé pour le prix Papiers Nickelés SoBD 2017 qui récompense le meilleur ouvrage sur la bande dessinée et le patrimoine graphique, et 14-18 en bande dessinée et en littérature de jeunesse en 2018.
Lors du colloque international consacré à Hergé à Louvain-la-Neuve, intitulé : Tintin au XXIe siècle dont Tilleuil est un des deux penseurs en mai 2017, il déclare : « Nous essaierons, au cours des travaux de ce colloque, de montrer qu'il y a tout un monde qui circule dans l'œuvre d'Hergé et que ce n'est pas uniquement quelque chose destiné à divertir les enfants. »

### Vie privée
Il réside à Dottignies en 2017.

## Publications

### Revues
Sélection d'articles
- Jean-Louis Tilleuil, « La Marque jaune d'E.P. Jacobs : Tours et détours d'une légitimation exemplaire », Louvain, vol. 107,‎ avril 2000, p. 23-26.
- Jean-Louis Tilleuil, « Enquête sociocritique sur l'Affaire Lerouge (1866), d'Émile Gaboriau », Romantisme, vol. 35,‎ 2005, p. 105–123 (DOI 10.3406/roman.2005.6592, lire en ligne, consulté le 21 avril 2025).

### Ouvrages
- Jean-Louis Tilleuil, Essai de bibliographie sur la bande dessinée, Louvain, Peeters, 1978, 29,5 cm (OCLC 1400717506), p. 263-418.
- Jean-Louis Tilleuil, Pour analyser la bande dessinée : propositions théoriques et pratiques, Louvain-la-Neuve, Academia : Université catholique de Louvain. Département d'études romanes, coll. « Pédasup » (no 2), 1987, 93 p., ill. ; 23 cm (ISBN 2-87209-005-3).
- Jean-Louis Tilleuil, Catherine Vanbraband et Pierre Marlet (ill. Antonio Cossu), Lectures de la bande dessinée : Théorie, méthode, applications, bibliographie, Louvain-la-Neuve, Academia, 1991, 247 p., ill. ; 24 cm (ISBN 9782872091089).
- Laurent Déom (Éditeur intellectuel) et Jean-Louis Tilleuil (contributeur), Le héros dans les productions littéraires pour la jeunesse, Paris, Éditions L'Harmattan, coll. « Structures et pouvoirs des imaginaires », 2010, 215 p., ill. (ISBN 9782296110717).

### Parties d'ouvrages
- Jean-Louis Tilleuil, « Un récit de Bilal », dans Pierre Massart, Jean-Luc Nicks et Jean-Louis Tilleuil, La bande dessinée à l'université... et ailleurs : études sémiotiques et bibliographiques, Louvain-la-Neuve, Presses universitaires de Louvain, coll. « Travaux de la Faculté de Philosophie et Lettres de l'Université Catholique de Louvain », 1984, 418 p. (OCLC 1413792572).
- Jean-Louis Tilleuil, « L’imaginaire selon Franquin. Pour un autre usage de la ligne claire », dans Jean-Pierre Delville, Luc Courtois, Images et paysages mentaux des XIXe et XXe siècles, de la Wallonie à l’Outre-Mer, Louvain-la-Neuve, Academia Bruylant, 2007, 683 p. (ISBN 978-2-87463-378-2, hdl 2078.1/84288), p. 593-612.
- Jean-Louis Tilleuil, « Auteures de bande dessinée : les ambiguïtés persistantes du discours critique », dans Muriel Andrin, Laurence Brogniez, Alexia Creusen et Amélie Favry, éditrices, Femmes et critique(s) : Lettres, arts, cinéma, Namur, Presses universitaires de Namur, 2009 (ISBN 9782870376225), p. 117-138.
- Jean-Louis Tilleuil, « Narration et bande dessinée. L’enjeu clé d’une spécificité sémiotique », dans Philippe Kaenel et Dominique Kunz Westerhoff, Narrations visuelles, visions narratives, Lausanne, Faculté des lettres de l'Université de Lausanne, coll. « Études de lettres : bulletin de la Faculté des lettres de l'Université de Lausanne et de la Société des études de lettres » (no 3-4), 2013, 262 p. (ISBN 9782940331338, DOI 10.4000/edl.574), p. 69-92.
- Jean-Louis Tilleuil, « Un âge d’or qui réfléchit en s’amusant : Chaminou et le Khrompire, de Raymond Macherot », dans Philippe Delisle, Chats en cases : entre histoire de la BD et histoire de l'animal, Paris, Éditions Karthala, coll. « Esprit BD », 20 mai 2021, 278 p. (ISBN 9782811128791, DOI 10.3917/kart.delis.2021.01.0201), p. 201-230.
- Jean-Louis Tilleuil, « Le diable est dans les détails… ou en tout cas pas où on l’attend. Pour une relecture critique d’une diabolisation féminine : Jade, Kim et Miranda dans la suite Djinn, d’Ana Miralles et Jean Dufaux (Dargaud, 2001-2016) », dans Nicolas Diochon et Philippe Martin (dir.), Le Diable dans la BD, Paris, Éditions Karthala, coll. « Esprit BD », 2024, 290 p. (ISBN 9782384091362, DOI 10.3917/kart.dioch.2023.01.0111), p. 111-141.

### Direction d'ouvrages
- Jacques Carion, Georges Jacques et Jean-Louis Tilleuil (dir.), Aventures et voyages au pays de la romane. Pour Pierre Massart, Cortil-Wodon, Éditions Modulaires Européennes, 1er septembre 2003, 356 p. (ISBN 2-930342-13-7)
- Jean-Louis Tilleuil (dir.), Images, imaginaires du féminin, Cortil-Wodon, Éditions Modulaires Européennes, coll. « Texte-Image » (no 4), 1er septembre 2003, 196 p., ill. ; 24 cm (ISBN 2930342188)actes du colloque organisé dans le cadre des manifestations femmes d'images, images de femmes (5-11 décembre 1998).
- Jean-Louis Tilleuil (dir.) et Myriam Watthee-Delmotte (dir.), Texte, image, imaginaire, Paris, Éditions L'Harmattan, coll. « Structures et pouvoirs des imaginaires », 2007, 501 p. (ISBN 978-2-296-03786-1)actes du 1er colloque organisé dans le cadre des échanges U.C.L.-UMASS, 1999-2006.
- (fr + en) Maaheen Ahmed, Stéphanie Delneste et Jean-Louis Tilleuil (éditeur intellectuel), Le Statut culturel de la bande dessinée : ambiguïtés et évolutions [« The cultural standing of comics : ambiguities and changes »], Louvain-la-Neuve, Academia/L'Harmattan, coll. « Texte-Image » (no 8), 2016, 277 p. (ISBN 9782807604780)colloque : Groupe de Recherche sur l'Image et le Texte (GRIT/UCL).
- Michel Porret, Fabrice Preyat, Olivier Roche et Jean-Louis Tilleuil (dir.), Tintin aujourd’hui. Images et imaginaires, Chêne-Bourg, Georg éditeur, coll. « L’Équinoxe », 11 juin 2021, 278 p. (ISBN 9782825712443)Actes du colloque international Tintin au XXIe siècle : territoires et temporalités qui s'est déroulé à l'UCLouvain et au musée Hergé du 17 au 20 mai 2017.
- Jean-Louis Tilleuil (dir.) et Louis Vandecasteele (dir.), 14-18 En bande dessinée et en littérature de jeunesse : Temps et enjeux d'une thématique guerrière, Namur, Presses universitaires de Namur, coll. « Histoire, art et archéologie », 2018, 254 p., ill. ; 26 cm (ISBN 9782870378908).
- Fabrice Preyat et Jean-Louis Tilleuil (dir.), Bande dessinée et engagement, Bruxelles, Peter Lang, 26 juin 2024 (1re éd. 2020), 402 p. (ISBN 9782807604780).
- Jean-Louis Tilleuil (dir.), L'Éternité selon Hergé : Autopsie d'un succès, Paris, Karthala, coll. « Esprit BD », 28 janvier 2025, 214 p., 21,5 cm (ISBN 9782384092239).

### Vidéographie
- [vidéo] « Tintin 2 Jean-Louis Tilleuil 8e salon des séries et du doublage », sur YouTube, 21 juin 2015.